# Nedinscogebouw
Nedinsco is een voormalig industrieel complex in Venlo in Bauhaus-stijl. Markant onderdeel van dit complex is de 36 meter hoge torenconstructie.
Het complex is een rijksmonument.

## Geschiedenis

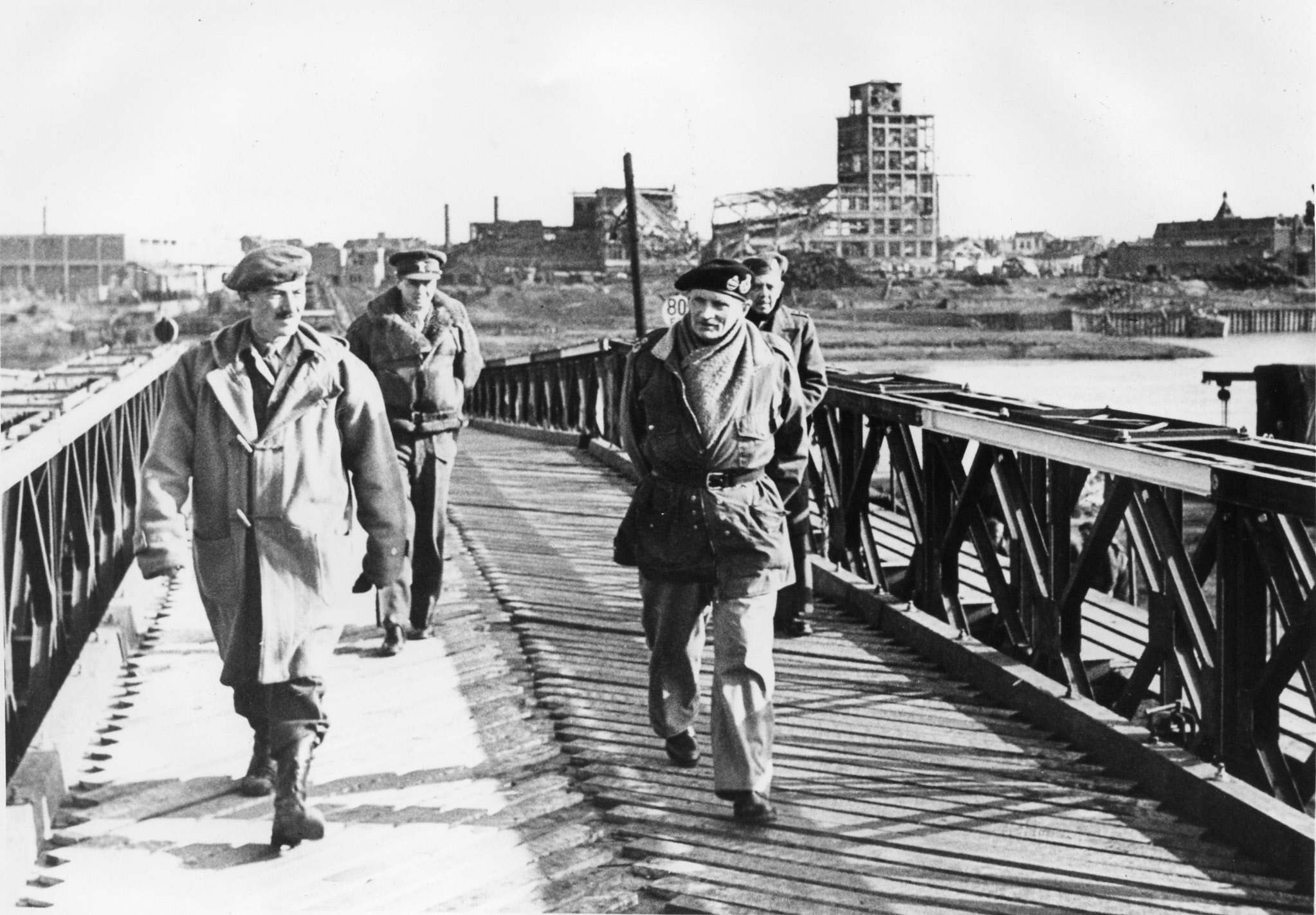
Maart 1945, veldmaarschalk Montgomery wandelt over de Baileybrug tussen Venlo en Blerick. Op de achtergrond het zwaar beschadigde Nedinsco-complex

De fabriek werd in 1920 opgericht door de Duitse firma Carl Zeiss uit Jena in een oude stilgelegde chocoladefabriek. Carl Zeiss gebruikte het bedrijf om de bepaling in het Verdrag van Versailles te omzeilen dat Duitsland geen oorlogsmaterieel mocht produceren. Ned-ins-co betekent Nederlandse Instrumenten Compagnie: een neutraal begrip dat moest verheimelijken dat er legermaterialen zoals afstandsmeters, periscopen en seinlampen werden gemaakt.
In 1929 werd het gebouwd door de Duitse firma Carl Zeiss uit Jena naar het ontwerp van de Duitse architect Hans Schlag uit Jena. Het torengebouw werd gebruikt om de optische instrumenten uit te richten en diende tevens voor de ijking van de grotere meetafstanden. Dit gebeurde door de instrumenten af te stellen op de vele kerktorens in de omgeving van Venlo. In de jaren dertig groeide Nedinsco uit tot een modern geoutilleerd bedrijf, vanwaar een sterke impuls uitging op de regionale economie. Anderzijds werd Nedinsco door de nazi's vanaf 1935 ingeschakeld bij militaire spionage. In 1944 verwoestte een vliegtuigbom het fabrieksgebouw, alleen de toren overleefde het bombardement. Na de oorlog werd Nedinsco door de Nederlandse regering in beslag genomen en na een periode van tijdelijk beheer in 1953 verkocht aan de Arnhemse fabrikant G. Beusker, die de fabriek opnieuw opbouwde.

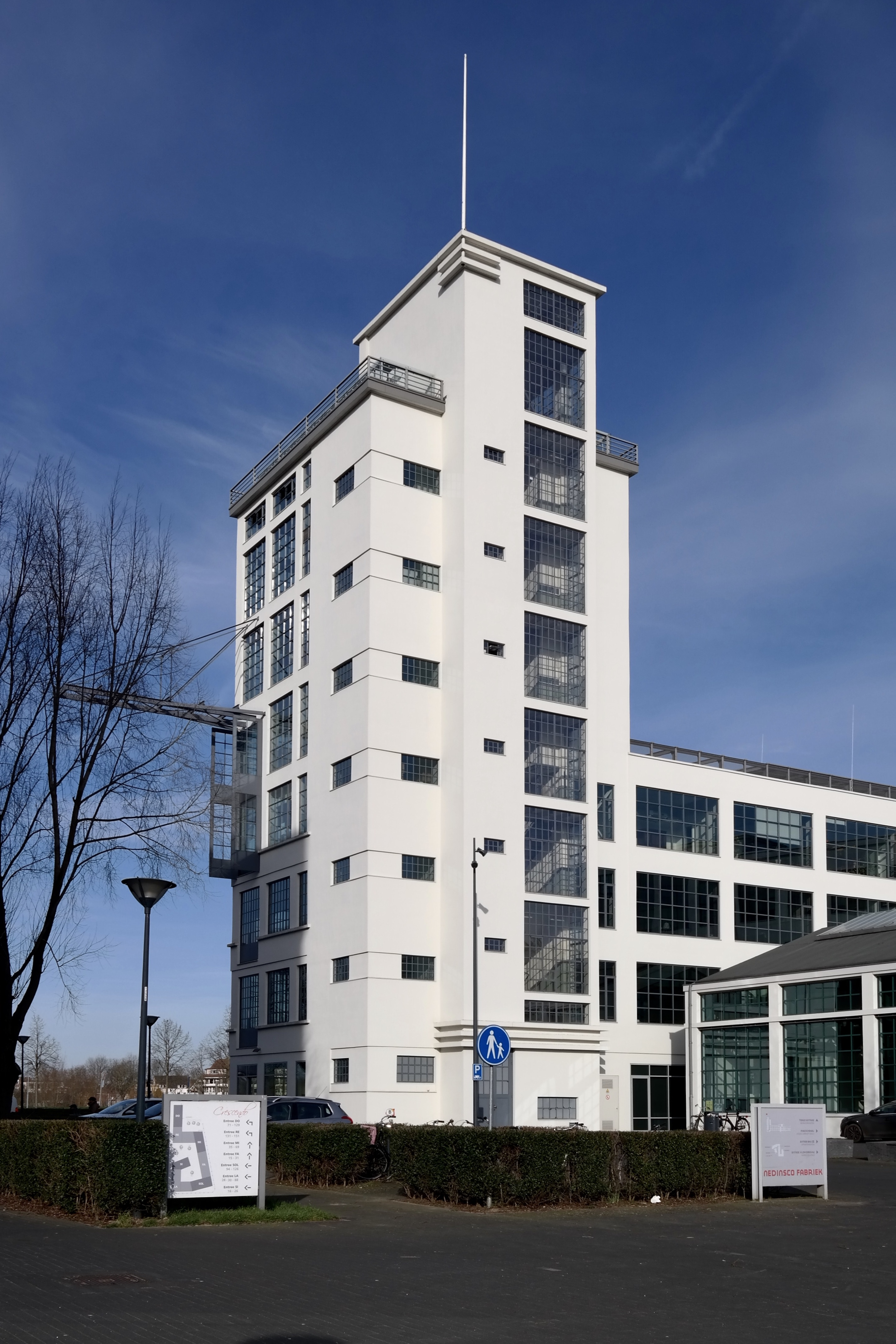
De gerenoveerde Nedinscotoren in februari 2022

Tot 2007 was in het complex de Nedinscofabriek gevestigd en stond sindsdien leeg.
In 2010 werden enkele niet-monumentale aanbouwen gesloopt. In mei 2011 maakte woningcorporatie Woonwenz bekend dat ze in het complex 27 woningen gingen realiseren en dat Woonwenz ook de niet-rijksmonumentale delen Bau I en Bau II van de gemeente overnam, waardoor het complex als geheel behouden blijft. In 2013 werd het complex opgeleverd.

## Architectuur
Kenmerkend voor de bouwstijl is de eenvoudige, rechtlijnige structuur opgetrokken uit beton en staal. Het gebouw is een goed voorbeeld van de 'nieuwe zakelijkheid' die in de jaren 1920 in de mode was. Andere voorbeelden zijn de Van Nelle fabrieken in Rotterdam en de 'Witte Dame' van Philips in Eindhoven.
Van het interieur is voornamelijk het trappenhuis, met op de bovenste verdieping een smeedijzeren trap, van monumentaal belang. Aan de noordzijde een vier verdiepingen tellende fabrieksvleugel. Deze vleugel had oorspronkelijk een afgeplat zadeldak, maar is in 1945 vervangen door een plat dak. De machinehal, haaks op de oostgevel van de fabrieksvleugel, telt 1 bouwlaag met zadeldak met daarin een grote lichtstraat en enkele kleinere dakramen.

### Monumentale waarde
- Cultuurhistorische waarde als bijzondere uitdrukking van een typologische ontwikkeling binnen de fabrieksarchitectuur in de eerste decennia van de 20e eeuw.
- Architectuurhistorische waarde vanwege bovenregionale geschiedenis van de architectuur als representant van Het Nieuwe Bouwen in Nederland en als voorbeeld van het oeuvre van Hans Schlag.
- Ensemblewaarden door de markante en beeldbepalende situering aan de Maas in Venlo-Centrum-Zuid.
- Algemeen belang vanwege de redelijke mate van architectonische gaafheid van het ex- en een deel van het interieur en de architectuurhistorische en typologische zeldzaamheid.